# Z1 Leberecht Maass
Lo Z1 Leberecht Maass fu un cacciatorpediniere tedesco attivo durante la seconda guerra mondiale con la Kriegsmarine, la marina militare della Germania nazista. Appartenente alla classe Zerstörer 1934, allo scoppio del conflitto si trovava inquadrato nella 9ª divisione cacciatorpediniere (9. Zerstörer-Division) nel mar Baltico, vicino a Danzica. Il 3 settembre 1939, durante i primi giorni della campagna di Polonia, venne lievemente danneggiato da alcune navi polacche e dall'artiglieria costiera. Nel febbraio 1940 partecipò all'operazione Wikinger nel Mare del Nord, durante la quale venne attaccato per sbaglio e affondato da un bombardiere tedesco Heinkel He 111.
L'imbarcazione venne così chiamata in onore del contrammiraglio Leberecht Maass, comandante dei cacciatorpediniere tedeschi durante la battaglia di Helgoland (1914).

## Caratteristiche tecniche
Il Leberecht Maass aveva una lunghezza totale di 119 m e una larghezza di 11,3 m, per un pescaggio massimo di 4,23 m. Il dislocamento massimo era di 3.156 t. I propulsori erano costituiti da due turbine a vapore Wagner in grado di generare un totale di 70.000 hp che davano alla nave la possibilità di navigare fino a 36 kn (66,67 km/h) di velocità. Il vapore per le turbine era generato da sei caldaie, anch'esse della Wagner, dotate di un congegno in grado di trasformare il vapore umido in vapore secco, necessario appunto per i motori a vapore. Le 752 tonnellate di carburante che poteva imbarcare gli garantivano un'autonomia di 8.100 km a 19 kn (35 km/h), ma l'instabilità dello scafo obbligava a mantenere una scorta minima pari al 30% del carburante massimo per evitare sbandamenti o rovesciamenti, sicché l'autonomia effettiva si riduceva a 2.830 km a 19 kn.
L'armamento consisteva in cinque cannoni 12,7 cm L/45 C/34 in torretta singola (due nella parte anteriore e due nella parte posteriore dello scafo, con il quinto pezzo installato sopra le cabine di poppa). La difesa antiaerea era possibile grazie a quattro cannoncini 3,7 cm L/83 C/30 binati posizionati a fianco del fumaiolo posteriore e a sei singoli cannoncini 2 cm C/30. Il Leberecht Maass trasportava altresì otto tubi lanciasiluri e quattro apparecchi per il lancio di bombe di profondità (posizionati ai lati della poppa) a cui si sommavano altri sei di questi apparecchi lungo le fiancate. Potevano essere trasportate un massimo di sessanta mine navali. Era presente anche un sistema di idrofoni passivi, denominati "GHG" (Gruppenhorchgerät), per la ricerca dei sommergibili nemici.
L'equipaggio era composto da dieci ufficiali e 315 uomini di truppa, più altri quattro ufficiali e diciannove membri della truppa nel caso il cacciatorpediniere fosse stato designato come nave ammiraglia di flottiglia.

## Impiego operativo
Ordinato il 7 luglio 1934 e impostato a Kiel il 10 ottobre seguente, nei cantieri Deutsche Werke, il Leberecht Maass è stato il primo cacciatorpediniere ad essere costruito in Germania dalla fine della prima guerra mondiale. Lo scafo numero K232 venne varato il 18 agosto 1935 e la nave risultò completa il 14 gennaio 1937. Lo stesso giorno la nave venne affidata al Korvettenkapitän (capitano di corvetta) Friedrich Traugott Schmidt, che ne tenne il comando fino al 19 settembre, venendo sostituito il 5 ottobre dal parigrado Gerhard Wagner.
La nave occupò gran parte del suo primo anno di vita in attività di addestramento, concedendosi una visita al porto di Göteborg nell'aprile 1938. Al ritorno da questo viaggio l'equipaggio diresse verso i cantieri di Kiel per modifiche alla prua, resesi necessarie una volta constatata la grande mole d'acqua che affluiva nel ponte in mare aperto. I lavori terminarono in tempo per permettere al Leberecht Maass di partecipare in agosto ad una parata e alle successive esercitazioni di flotta. A dicembre, assieme agli altri cacciatorpediniere della sua classe (Z2 Georg Thiele, Z3 Max Schultz e Z4 Richard Beitzen), salpò per l'Islanda per testate la navigazione con la nuova prua nell'oceano Atlantico. Il 23 e il 24 marzo 1939 fu tra le navi che scortarono l'incrociatore pesante Deutschland, dove si trovava Adolf Hitler in persona per sbarcare a Memel, in Lituania. L'attività proseguì quindi in primavera (il 5 aprile il comandante Wagner lasciò il posto al Korvettenkapitän Fritz Bassenge) con esercitazioni nel mar Mediterraneo occidentale in qualità di nave ammiraglia del contrammiraglio Günther Lütjens (comandante della flotta delle torpediniere), cogliendo l'occasione per sostare in diversi porti spagnoli e marocchini.

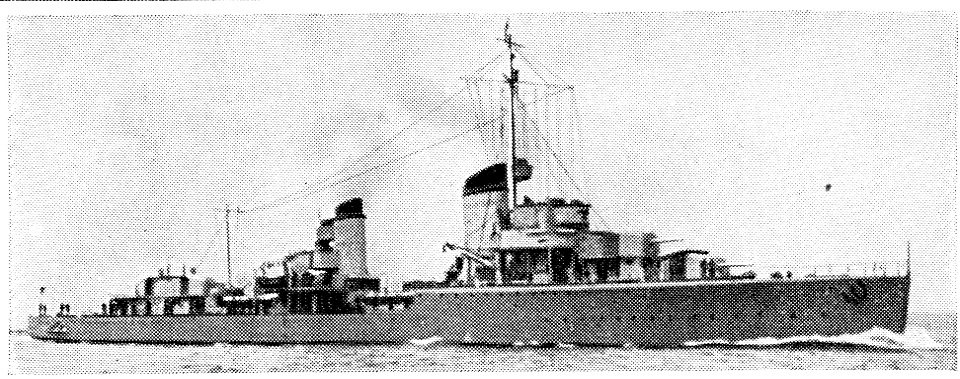
Il Leberecht Maass nel 1937

Impegnato nella campagna di Polonia, il 3 settembre il Leberecht Maass, assieme al pari classe Z9 Wolfgang Zenker, attaccò le navi polacche Gryf e Wicher nel porto di Gdynia, ma la pronta reazione del nemico costrinse le due navi tedesche a stendere una cortina fumogena per nascondersi ai cannonieri polacchi, che comunque riuscirono a colpire la sovrastruttura del Leberecht Maass con un colpo da 152 mm sparato dalla costa di Hel; l'esplosione uccise quattro uomini e ne ferì altri quattro. Quaranta minuti dopo Lütjens ordinò il cessate il fuoco e, il giorno dopo, diede ordine di navigare verso Swinemünde per le dovute riparazioni, che continuarono fino al 10 settembre. Tornata in mare, la nave venne impiegata per stendere dei campi minati nel Mare del Nord, prima di tornare a Swinemünde il 29 settembre per rifornirsi. In quest'occasione Lütjens si trasferì sul cacciatorpediniere Wilhelm Heidkamp, mentre il 22 dicembre il Leberecht Maass venne assegnato alla 2ª flottiglia cacciatorpediniere.
Il 22 febbraio 1940 il Leberecht Maass e altri cinque cacciatorpediniere (Z3 Max Schultz, Z4 Richard Beitzen, Z6 Theodor Riedel, Z13 Erich Koellner e Z16 Friedrich Eckoldt) iniziarono l'operazione Wikinger salpando per il Dogger Bank per intercettare alcuni pescherecci britannici. Durante il tragitto, la flottiglia venne attaccata per errore da un Heinkel He 111 tedesco del Kampfgeschwader 26 (26º stormo da battaglia) che centrò con almeno un ordigno il Leberecht Maass, che si spezzò a metà affondando rapidamente. Tra i 280 uomini dell'equipaggio che morirono vi fu anche il comandante Fritz Bassenge. Per salvare i sessanta superstiti il Max Schultz incappò in un campo minato britannico urtando una mina, affondando a sua volta provocando la morte dell'intero equipaggio. L'episodio di fuoco amico venne confermato anche da una successiva commissione d'inchiesta voluta da Hitler, che incolpò la Kriegsmarine di non aver comunicato alla Luftwaffe, l'aeronautica militare, la notizia dell'operazione e, di conseguenza, la rotta delle navi, generando confusione negli equipaggi della Luftwaffe che in quel momento stavano conducendo pattugliamenti antinave.
Dopo la guerra venne avanzata l'ipotesi che, oltre al Max Schultz, anche il Leberecht Maass avesse, in precedenza, colpito un campo minato steso dai cacciatorpediniere britannici Ivanhoe e Intrepid.